# Olympische Sommerspiele 1960/Teilnehmer (Finnland)
| Gelbes Symbol für Goldmedaillen mit stilisierten Olympischen Ringen | Graues Symbol für Silbermedaillen mit stilisierten Olympischen Ringen | Braundes Symbol für Bronzemedaillen mit stilisierten Olympischen Ringen |
| ------------------------------------------------------------------- | --------------------------------------------------------------------- | ----------------------------------------------------------------------- |
| 1                                                                   | 1                                                                     | 3                                                                       |

Finnland nahm an den Olympischen Sommerspielen 1960 in Rom mit einer Delegation von 117 Athleten (107 Männer und 10 Frauen) an 92 Wettkämpfen in 14 Sportarten teil.
Die finnischen Sportler gewannen eine Gold- und eine Silbermedaille sowie drei Bronzemedaillen. Damit belegte Finnland im Medaillenspiegel den 17. Platz. Olympiasieger wurde der Turner Eugen Ekman am Seitpferd. Fahnenträger bei der Eröffnungsfeier war der Leichtathlet Eeles Landström.

## Teilnehmer nach Sportarten

### Boxen
- Börje Karvonen
Fliegengewicht: in der 1. Runde ausgeschieden

- Paavo Roininen
Bantamgewicht: in der 1. Runde ausgeschieden

- Jorma Limmonen
Federgewicht: Bronze

- Väinö Järvenpää
Leichtgewicht: in der 1. Runde ausgeschieden

- Martti Lehtevä
Halbweltergewicht: in der 1. Runde ausgeschieden

- Viljo Aho
Weltergewicht: im Achtelfinale ausgeschieden

- Matti Aho
Halbschwergewicht: im Achtelfinale ausgeschieden

### Fechten
Männer
- Rolf Wiik
Florett: in der 2. Runde ausgeschieden
Florett Mannschaft: 9. Platz

- Kaj Czarnecki
Florett: in der 1. Runde ausgeschieden
Florett Mannschaft: 9. Platz

- Kalevi Pakarinen
Florett: in der 1. Runde ausgeschieden
Florett Mannschaft: 9. Platz

- Kurt Lindeman
Florett Mannschaft: 9. Platz

Frauen
- Marjatta Moulin
Florett: in der 1. Runde ausgeschieden

- Barbara Helsingius
Florett: in der 1. Runde ausgeschieden

### Gewichtheben
- Jouni Kailajärvi
Halbschwergewicht: 5. Platz

- Eino Mäkinen
Schwergewicht: 5. Platz

### Kanu
Männer
- Simo Kuismanen
Einer-Kajak 1000 m: 8. Platz

- Rolf Åkerfelt
Zweier-Kajak 1000 m: im Halbfinale ausgeschieden

- Rainer Åkerfelt
Zweier-Kajak 1000 m: im Halbfinale ausgeschieden

- Juhani Helenius
4-mal-500-Meter-Kajak-Staffel: im Halbfinale ausgeschieden

- Paavo Vaskio
4-mal-500-Meter-Kajak-Staffel: im Halbfinale ausgeschieden

- Torbjörn Blomqvist
4-mal-500-Meter-Kajak-Staffel: im Halbfinale ausgeschieden

- Rolf Björklund
4-mal-500-Meter-Kajak-Staffel: im Halbfinale ausgeschieden

- Olavi Ojanperä
Einer-Canadier 1000 m: im Halbfinale ausgeschieden

Frauen
- Eila Eskola-Kyröläinen
Einer-Kajak 500 m: 9. Platz

### Leichtathletik
Männer
- Pentti Rekola
200 m: im Vorlauf ausgeschieden
4-mal-400-Meter-Staffel: im Vorlauf ausgeschieden

- Voitto Hellsten
400 m: im Vorlauf ausgeschieden
4-mal-400-Meter-Staffel: im Vorlauf ausgeschieden

- Pertti Ålander
800 m: im Vorlauf ausgeschieden

- Olavi Salonen
1500 m: im Vorlauf ausgeschieden

- Olavi Vuorisalo
1500 m: im Vorlauf ausgeschieden

- Reijo Höykinpuro
5000 m: im Vorlauf ausgeschieden

- Simo Saloranta
5000 m: im Vorlauf ausgeschieden
10.000 m: 21. Platz

- Olavi Manninen
Marathon: 23. Platz

- Eino Oksanen
Marathon: 24. Platz

- Antti Viskari
Marathon: 53. Platz

- Jussi Rintamäki
400 m Hürden: 5. Platz
4-mal-400-Meter-Staffel: im Vorlauf ausgeschieden

- Pentti Karvonen
3000 m Hindernis: im Vorlauf ausgeschieden

- Börje Strand
4-mal-400-Meter-Staffel: im Vorlauf ausgeschieden

- Eero Salminen
Hochsprung: 19. Platz

- Eeles Landström
Stabhochsprung: Bronze

- Matti Sutinen
Stabhochsprung: 6. Platz

- Jorma Valkama
Weitsprung: 5. Platz

- Juhani Manninen
Weitsprung: 18. Platz

- Kari Rahkamo
Dreisprung: 8. Platz

- Hannu Rantala
Dreisprung: 22. Platz

- Pentti Repo
Diskuswurf: 9. Platz

- Carol Lindroos
Diskuswurf: 25. Platz

- Väinö Kuisma
Speerwurf: 4. Platz

- Markus Kahma
Zehnkampf: 7. Platz

- Seppo Suutari
Zehnkampf: 12. Platz

Frauen
- Brita Johansson
Weitsprung: 18. Platz

### Moderner Fünfkampf
- Kurt Lindeman
Einzel: 9. Platz
Mannschaft: 4. Platz

- Berndt Katter
Einzel: 12. Platz
Mannschaft: 4. Platz

- Eero Lohi
Einzel: 16. Platz
Mannschaft: 4. Platz

### Radsport
- Paul Nyman
Straßenrennen: 17. Platz
Mannschaftszeitfahren: 20. Platz
Bahn Sprint: in der 2. Runde ausgeschieden
Bahn 1000 m Einzelzeitfahren: 21. Platz

- Raimo Honkanen
Straßenrennen: 55. Platz
Mannschaftszeitfahren: 20. Platz

- Unto Hautalahti
Straßenrennen: 59. Platz
Mannschaftszeitfahren: 20. Platz

- Matti Herronen
Straßenrennen: 60. Platz
Mannschaftszeitfahren: 20. Platz

### Ringen
- Heikki Hakola
Fliegengewicht, griechisch-römisch: in der 2. Runde ausgeschieden

- Reino Tuominen
Bantamgewicht, griechisch-römisch: in der 2. Runde ausgeschieden

- Rauno Mäkinen
Federgewicht, griechisch-römisch: in der 2. Runde ausgeschieden

- Kyösti Lehtonen
Leichtgewicht, griechisch-römisch: 5. Platz

- Matti Laakso
Weltergewicht, griechisch-römisch: 6. Platz

- Pentti Punkari
Mittelgewicht, griechisch-römisch: in der 3. Runde ausgeschieden

- Antero Vanhanen
Halbschwergewicht, griechisch-römisch: 5. Platz

- Viktor Ahven
Schwergewicht, griechisch-römisch: in der 2. Runde ausgeschieden

- Väinö Rantala
Fliegengewicht, Freistil: in der 2. Runde ausschieden

- Tauno Jaskari
Bantamgewicht, Freistil: 5. Platz

- Erkki Penttilä
Federgewicht, Freistil: in der 3. Runde ausschieden

- Martti Peltoniemi
Leichtgewicht, Freistil: 7. Platz

- Veikko Rantanen
Weltergewicht, Freistil: in der 1. Runde ausschieden

- Viljo Punkari
Mittelgewicht, Freistil: in der 3. Runde ausschieden

### Rudern
- Jorma Kortelainen
Einer: im Halbfinale ausgeschieden

- Toimi Pitkänen
Zweier ohne Steuermann: Bronze

- Veli Lehtelä
Zweier ohne Steuermann: Bronze

- Eero Laine
Vierer ohne Steuermann: im Vorlauf ausgeschieden

- Heikki Laine
Vierer ohne Steuermann: im Vorlauf ausgeschieden

- Pertti Laine
Vierer ohne Steuermann: im Vorlauf ausgeschieden

- Arto Nikulainen
Vierer ohne Steuermann: im Vorlauf ausgeschieden

- Väinö Huhtala
Vierer mit Steuermann: im Halbfinale ausgeschieden

- Kauko Hänninen
Vierer mit Steuermann: im Halbfinale ausgeschieden

- Reino Poutanen
Vierer mit Steuermann: im Halbfinale ausgeschieden

- Matti Maisala
Vierer mit Steuermann: im Halbfinale ausgeschieden

- Reijo Sundén
Vierer mit Steuermann: im Halbfinale ausgeschieden

### Schießen
- Pentti Linnosvuo
Schnellfeuerpistole 25 m: Silber 
Freie Pistole 50 m: 13. Platz

- Kalle Sievänen
Schnellfeuerpistole 25 m: 17. Platz

- Kaarle Pekkala
Freie Pistole 50 m: 27. Platz

- Esa Kervinen
Freies Gewehr Dreistellungskampf 300 m: 9. Platz
Kleinkalibergewehr Dreistellungskampf 50 m: 6. Platz

- Vilho Ylönen
Freies Gewehr Dreistellungskampf 300 m: 4. Platz
Kleinkalibergewehr liegend 50 m: 17. Platz

- Pauli Janhonen
Kleinkalibergewehr Dreistellungskampf 50 m: 13. Platz

- Jussi Nordqvist
Kleinkalibergewehr liegend 50 m: 18. Platz

- Väinö Broman
Trap: Wettkampf nicht beendet

### Schwimmen
Männer
- Karri Käyhkö
100 m Freistil: im Halbfinale ausgeschieden
4-mal-200-Meter-Freistil-Staffel: 5. Platz
4-mal-100-Meter-Lagen-Staffel: im Vorlauf ausgeschieden

- Kari Haavisto
400 m Freistil: im Vorlauf ausgeschieden
4-mal-200-Meter-Freistil-Staffel: 5. Platz

- Ilkka Suvanto
400 m Freistil: im Vorlauf ausgeschieden
1500 m Freistil: im Vorlauf ausgeschieden
200 m Schmetterling: im Halbfinale ausgeschieden
4-mal-200-Meter-Freistil-Staffel: 5. Platz
4-mal-100-Meter-Lagen-Staffel: im Vorlauf ausgeschieden

- Stig-Olof Grenner
100 m Rücken: im Halbfinale ausgeschieden
4-mal-200-Meter-Freistil-Staffel: 5. Platz
4-mal-100-Meter-Lagen-Staffel: im Vorlauf ausgeschieden

- Pekka Lairola
200 m Brust: im Vorlauf ausgeschieden
4-mal-100-Meter-Lagen-Staffel: im Vorlauf ausgeschieden

### Segeln
- Jouko Valli
Finn-Dinghy: 16. Platz

- Freddy Ehrström
Star: 14. Platz

- Rolf Zachariassen
Star: 14. Platz

- René Nyman
Drachen: 17. Platz

- Lasse Dahlman
Drachen: 17. Platz

- Heinrich Schaarschmidt
Drachen: 17. Platz

- Peter Tallberg
5,5-Meter-Klasse: 15. Platz

- Fredrik Eklöf
5,5-Meter-Klasse: 15. Platz

- Peik Gästrin
5,5-Meter-Klasse: 15. Platz

### Turnen
Männer
- Otto Kestola
Einzelmehrkampf: 16. Platz
Boden: 17. Platz
Pferdsprung: 46. Platz
Barren: 14. Platz
Reck: 12. Platz
Ringe: 19. Platz
Seitpferd: 51. Platz
Mannschaftsmehrkampf: 6. Platz

- Eugen Ekman
Einzelmehrkampf: 30. Platz
Boden: 62. Platz
Pferdsprung: 89. Platz
Barren: 29. Platz
Reck: 22. Platz
Ringe: 66. Platz
Seitpferd: Gold 
Mannschaftsmehrkampf: 6. Platz

- Olavi Leimuvirta
Einzelmehrkampf: 33. Platz
Boden: 62. Platz
Pferdsprung: 43. Platz
Barren: 16. Platz
Reck: 33. Platz
Ringe: 52. Platz
Seitpferd: 48. Platz
Mannschaftsmehrkampf: 6. Platz

- Kauko Heikkinen
Einzelmehrkampf: 40. Platz
Boden: 30. Platz
Pferdsprung: 81. Platz
Barren: 37. Platz
Reck: 46. Platz
Ringe: 79. Platz
Seitpferd: 8. Platz
Mannschaftsmehrkampf: 6. Platz

- Raimo Heinonen
Einzelmehrkampf: 42. Platz
Boden: 71. Platz
Pferdsprung: 68. Platz
Barren: 23. Platz
Reck: 22. Platz
Ringe: 69. Platz
Seitpferd: 46. Platz
Mannschaftsmehrkampf: 6. Platz

- Sakari Olkkonen
Einzelmehrkampf: 45. Platz
Boden: 75. Platz
Pferdsprung: 51. Platz
Barren: 42. Platz
Reck: 72. Platz
Ringe: 34. Platz
Seitpferd: 36. Platz
Mannschaftsmehrkampf: 6. Platz

Frauen
- Pirkko Nieminen
Einzelmehrkampf: 63. Platz
Boden: 61. Platz
Pferdsprung: 72. Platz
Stufenbarren: 31. Platz
Schwebebalken: 61. Platz
Mannschaftsmehrkampf: 13. Platz

- Tuovi Sappinen
Einzelmehrkampf: 74. Platz
Boden: 73. Platz
Pferdsprung: 85. Platz
Stufenbarren: 55. Platz
Schwebebalken: 81. Platz
Mannschaftsmehrkampf: 13. Platz

- Ritva Salonen
Einzelmehrkampf: 77. Platz
Boden: 75. Platz
Pferdsprung: 69. Platz
Stufenbarren: 83. Platz
Schwebebalken: 85. Platz
Mannschaftsmehrkampf: 13. Platz

- Eira Lehtonen
Einzelmehrkampf: 82. Platz
Boden: 88. Platz
Pferdsprung: 80. Platz
Stufenbarren: 95. Platz
Schwebebalken: 67. Platz
Mannschaftsmehrkampf: 13. Platz

- Raili Tuominen-Hämäläinen
Einzelmehrkampf: 90. Platz
Boden: 84. Platz
Pferdsprung: 90. Platz
Stufenbarren: 91. Platz
Schwebebalken: 91. Platz
Mannschaftsmehrkampf: 13. Platz

- Kaarina Autio
Einzelmehrkampf: 92. Platz
Boden: 84. Platz
Pferdsprung: 99. Platz
Stufenbarren: 94. Platz
Schwebebalken: 88. Platz
Mannschaftsmehrkampf: 13. Platz

### Wasserspringen
- Pekka Heinonen
10 m Turmspringen: 26. Platz